# Фонд катедр українознавства
Фонд Катедр Українознавства (ФКУ) – це громадська благодійна освітня організація, створена українською діаспорою у США в 1958 році, також відома як Фонд Української Кафедри і Фонд Гарвардських Українських Студій. 

## Мета
Основна мета Фонду Катедр Українознавства – підтримка та розвиток університетських освітніх програм, поширення знань та інформації про Україну та українців. Найбільшим проєктом ФКУ стало фінансування програми українських студій у Гарвардському університеті, однак з часом Фонд підтримав низку програм в інших університетах, серед яких найбільш відомою є програма українознавства при Колумбійському університеті в Нью-Йорку, а також численні проєкти дослідників у Північній Америці, Європі та Україні.

## Історія
Фонд Катедр Українознавства виник у 1957 році на щорічному з’їзді Союзу Українських Студентських Товариств Америки (СУСТА), де Степан Хемич, студент з Нью-Йорка, разом із друзями порушив питання необхідності поширення знань про Україну в академічних колах США. В результаті обговорень, у 1958 році було офіційно зареєстровано Фонд під назвою "Фонд Катедри Українських Студій, Інк.". Метою організації стало створення професорської кафедри українських студій в одному з провідних американських університетів.
Спочатку Степан Хемич і його колеги організували масову кампанію зі збору коштів серед української діаспори в США, переважно серед осіб, які прибули після Другої світової війни. Більшість внесків становила від 10 до 100 доларів, але до кінця першого десятиліття існування Фонду було зібрано понад чверть мільйона доларів.

## Керівники фонду
Степан Хемич – засновник і перший голова фонду (1958-2001). Керував діяльністю на громадських засадах і відповідав за поширення ідеї організації та її практичного вдосконалення.
Богдан Кудрик – президент фонду (2001-2014).
Богдан Витвицький – президент фонду з 2014 року.
Богдан Тарнавський – організаційний референт та виконавчий директор (1961-1986). 
Роман Процик – виконавчий директор (1987-2024).
Тарас Ференцевич – виконавчий директор з 2024 року.

## Діяльність до 1991 року
У 1960-х роках Фонд зібрав достатньо коштів для пошуку університету, де можна було заснувати кафедру українських студій. Серед обговорюваних варіантів були Колумбійський університет та Університет Міннесоти. Однак ключовим моментом стало залучення до процесу професора Омеляна Пріцака з Гарварду, який запропонував Фонду більш амбітний план: фінансувати не лише одну кафедру, а три кафедри українських студій у Гарварді та створити Український науковий інститут.
У 1967 році Наукова Рада Фонду ухвалила пропозицію Пріцака і було розпочато масштабну кампанію зі збору коштів на три кафедри: з історії України, української літератури та українського мовознавства. На той час вартість заснування однієї кафедри в Гарварді становила 600 тисяч доларів. Завдяки зусиллям Фонду та добровольців вдалося зібрати необхідну суму і в 1973 році було засновано три професорські кафедри. Після цього зусилля зосередилися на зборі 2 мільйонів доларів для створення і підтримки Українського наукового інституту, відомого як Гарвардський Український Науковий Інститут (HURI), який офіційно відкрився згідно з рішенням факультету гуманістики Гарвардського університету в червні 1973 року. 

## Взаємодія з Гарвардським університетом
Фонд Катедр Українознавства та Гарвардський університет мали плідну співпрацю, що почалася з ініціативи професора Омеляна Пріцака та Степана Хемича. ФКУ не лише заснував три професорські кафедри, але й став основним фінансовим рушієм для створення Українського Наукового Інституту. Інститут, який спочатку мав скромну фінансову базу, отримав постійну підтримку від Фонду, що дозволило йому розвивати нові проєкти, публікації, стипендії для аспірантів та викладачів, а також поширювати українську книгозбірню в бібліотеках Гарварду.
Протягом 1980-х років ФКУ сприяв появі нових дослідницьких напрямків, таких як вивчення Голодомору, що призвело до видання знакових праць: "Жнива скорботи" Роберта Конквеста у 1986 році   та "Червоний голод" Енн Еплбаум у 2017 році. Ці дослідження мали велике значення як для наукових кіл, так і для загального знання англомовного суспільства про історію цієї трагедії. 
Інші важливі проєкти включають відзначення тисячоліття хрещення Русі-України, виконане в 1987-1991 роках, організацію міжнародних конгресів україністів та підготовка путівників до важливих радянських архівних збірок. 

## Діяльність після 1991 року
Після здобуття Україною незалежності у 1991 році, Фонд Катедр Українознавства розширив свою діяльність і почав підтримувати українознавчі програми не лише в Америці, але й у Канаді, Україні та інших європейських країнах. Серед найважливіших ініціатив було зміцнення програм українських студій в Університеті Торонто, Університеті Альберти та підтримка дослідницьких проєктів низки інститутів Національної Академії Наук України та Українського Католицького Університету у Львові.
Фонд Катедр Українознавства також забезпечив фінансування джерелознавчих досліджень та електронне копіювання надцінних архівів Української Вільної Академії Наук у Нью-Йорку. Завдяки зусиллям Фонду Катедр Українознавства сформовано покоління науковців, які працюють над українською тематикою в академічному середовищі та поширюють правду у світі про Україну, українську історію та культуру.